# Capri (obec)
Capri je italská obec se 7 058 obyvateli. Nachází se na stejnojmenném ostrově ležícím v Neapolském zálivu. Kvůli sporům v Itálii se sem kdysi odstěhoval Augustův nevlastní syn, císař Tiberius.

## Vývoj počtu obyvatel
Počet obyvatel (v tis.)

## Lokality
- Arco naturale
- Basilica di San Costanzo
- Certosa di San Giacomo
- Chiesa di S. Michele
- Faraglioni
- Giardini di Augusto
- Palazzo a Mare
- Scala Fenicia
- Tragara
- Via Krupp
- Villa Jovis
- Villa Malaparte

## Kostely
- Kostel sv. Costanza
- Kostel sv. Štěpána
- Kostel sv. Anny
- Kostel sv. Michala
- Kostel sv. Marie pomoci

## Dostupnost
Ostrov je dostupný z Neapole či Sorrenta pravidelnými lodními linkami, a to jak loděmi klasickými, tak vznášedly. Přistávají v severní části ostrova v přístavišti Marina Grande. Na ostrově existuje autobusová doprava.

## Fotogalerie

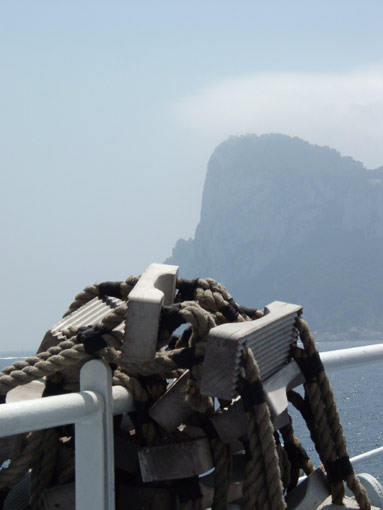
Pohled na Capri
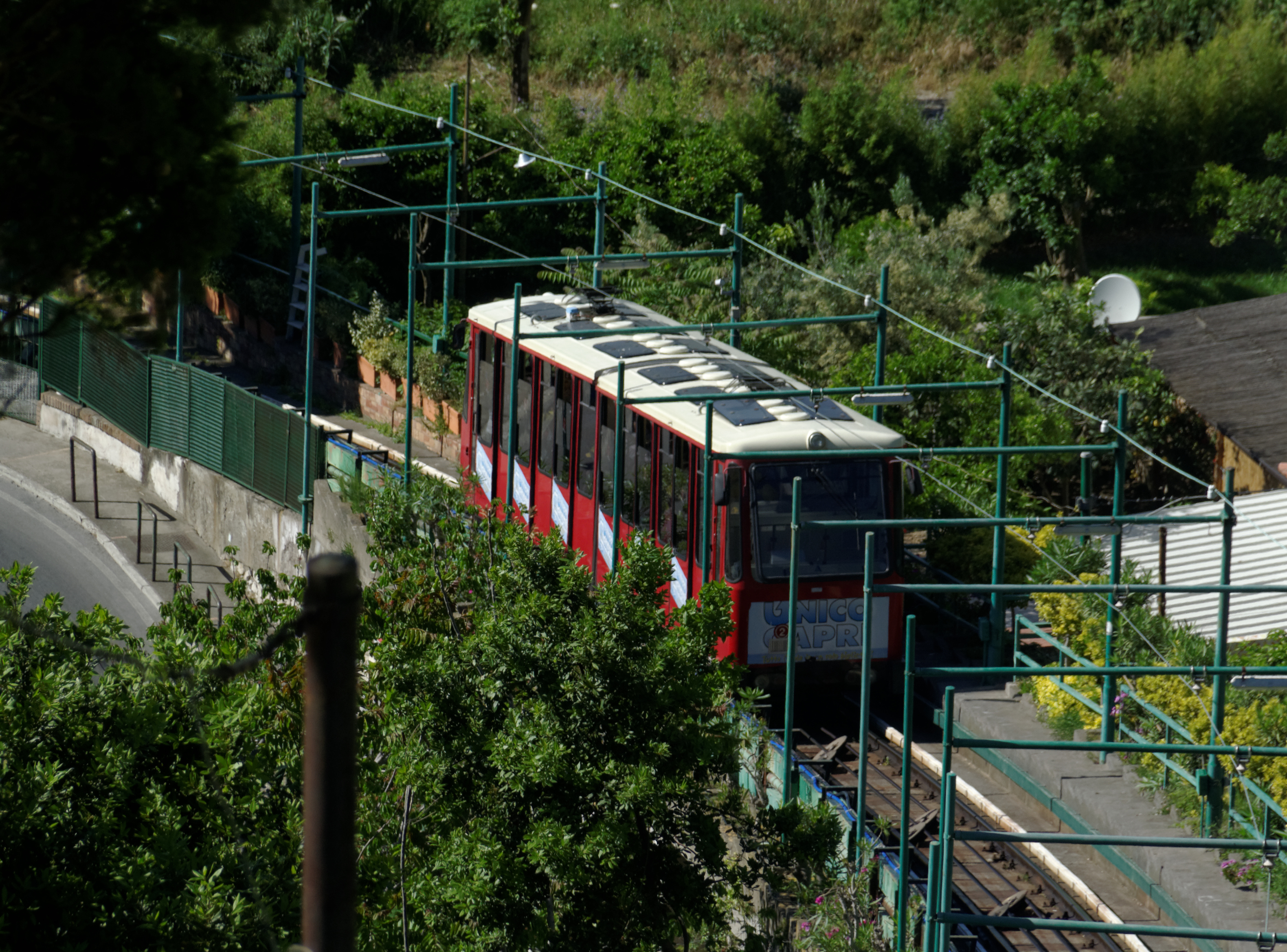
Lanovka přístav-město